# Istria

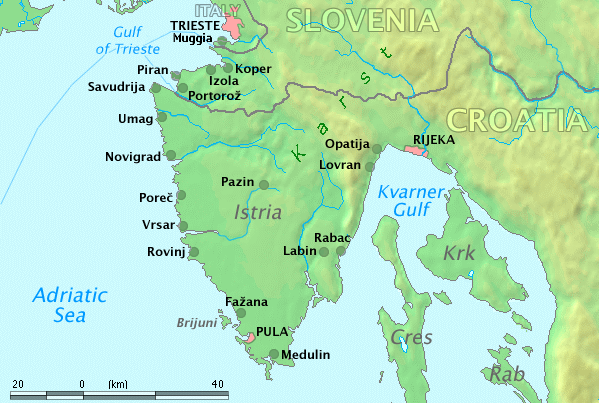
Bán đảo Istria

Istria (tiếng Croatia, Slovenia: Istra; tiếng Istria: Eîstria; tiếng Istria-România: Istrie; tiếng Đức: Istrien), trước đây là Histria (tiếng Latinh), là bán đảo lớn nhất ở Biển Adriatic. Bán đảo nằm ở phần đầu của biển Adriatic giữa vịnh Trieste và Vịnh Kvarner. Bán đảo này nằm tại ba nước: Croatia, Slovenia và Ý.